# (11478) 1985 CD
1985 سي دي (ويعرف أيضًا باسم (11478) 1985 سي دي وفق تسمية الكوكب الصغير) (بالإنجليزية: 1985 CD)‏ هو كويكب ضمن حزام الكويكبات؛ وترتيبه 11478 من حيث الاكتشاف.
اكتُشف هذا الجُرم الفلكي بواسطة تاكيشي أوراتا ‏ في 14 فبراير 1985.

## وصلات خارجية
- (11478) 1985 CD في قاعدة بيانات مختبر الدفع النفاث لأجرام النظام الشمسي الصغيرة

- الاكتشاف · مخطط المدار ·  العناصر المدارية · المعلمات المادية

- (11478) 1985 CD على موقع ويكي سكاي: DSS2, SDSS, GALEX, IRAS, Hydrogen α, X-Ray, Astrophoto, Sky Map, Articles and images